# Прометеум живучковый
Прометеум живучковый (лат. Prometheum sempervivoides) — вид суккулентных растений рода Прометеум семейства Толстянковые.

## Распространение
Природный ареал: Иран, Ливан, Сирия, Турция и Закавказье. Это суккулентное двулетнее растение, произрастающее в основном в умеренном биоме.

## Таксономия
Prometheum sempervivoides (Fisch. ex M.Bieb.) H.Ohba, J. Fac. Sci. Univ. Tokyo, Sect. 3, Bot. 12: 169 (1978).

#### Этимология
Prometheum: родовое наименование, происходящее от персонажа греческой мифологии – Прометея.
sempervivoides: латинский эпитет, означающий «живучковый».

#### Синонимы
Гомотипные (основанные на одном и том же номенклатурном типе):
- Pseudorosularia sempervivoides (Fisch. ex M.Bieb.) Gurgen. (1978)
- Rosularia sempervivoides (Fisch. ex M.Bieb.) Boriss. (1939)
- Sedum sempervivoides Fisch. ex M.Bieb. (1819)

Гетеротипные (основанные на разных номенклатурных типах):
- Sedum kurdistanicum Fröd. (1939)
- Sedum sempervivum Ledeb. ex Spreng. (1825)

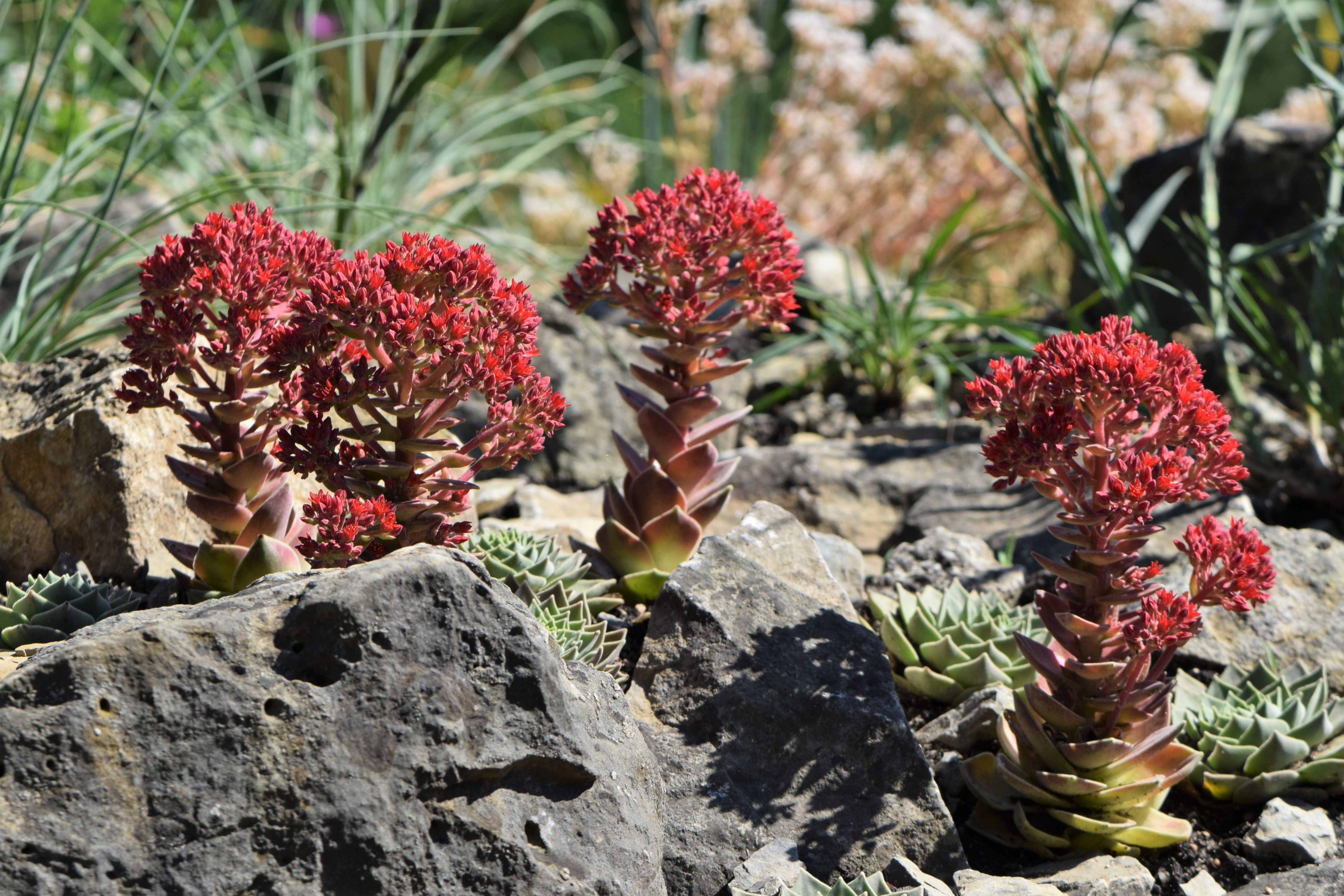
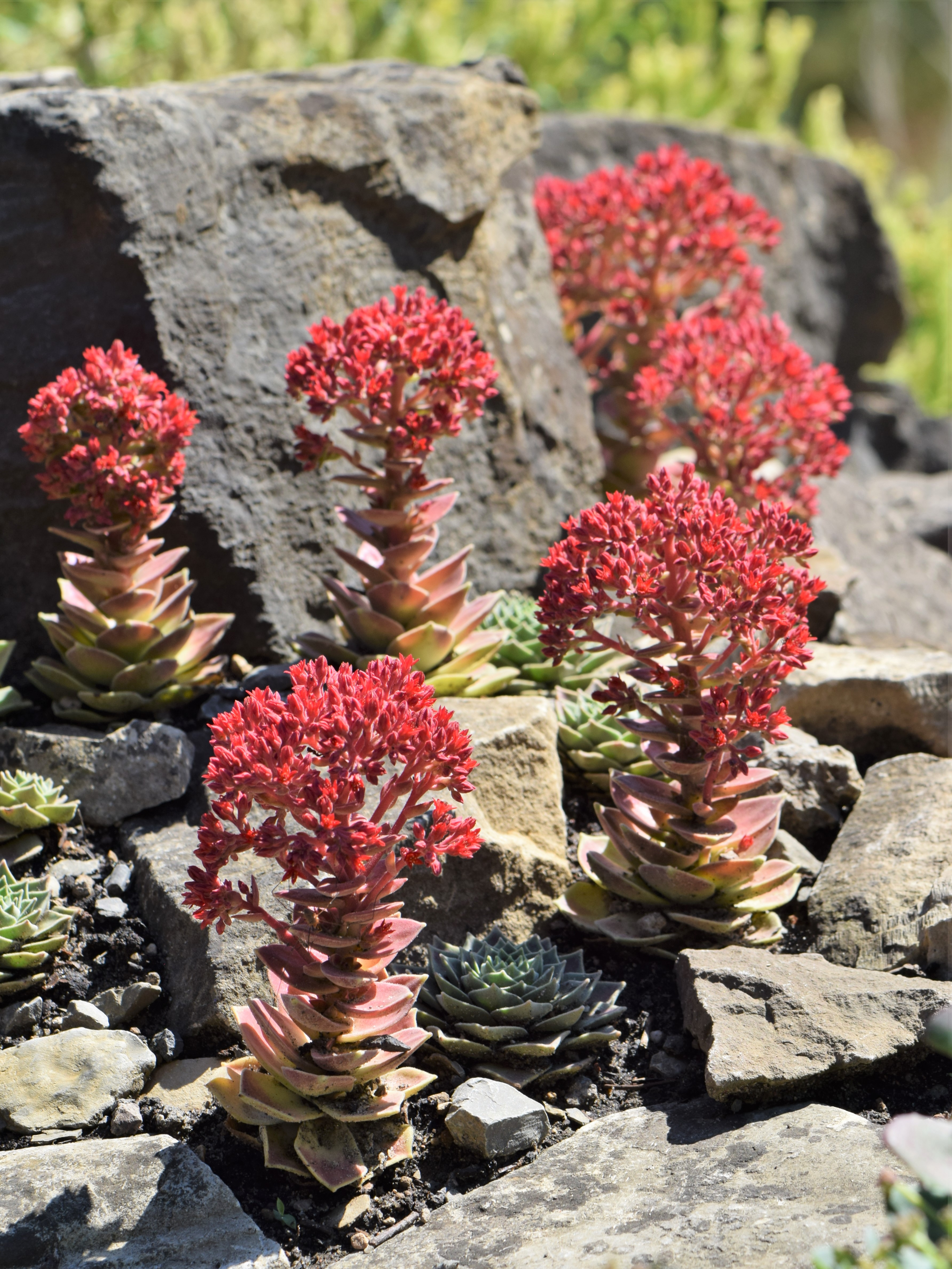